# Mark Lee (Fußballspieler)
Mark Lee (* 31. Mai 1979 in Consett, County Durham) ist ein ehemaliger englischer Fußballspieler, der den Großteil seiner Laufbahn in Australien verbrachte.

## Karriere
Lee wuchs im Nordosten Englands auf und wurde fußballerisch unter anderem beim FC Middlesbrough ausgebildet, bevor er 1995 in das Youth Training Scheme des Viertligisten FC Scarborough aufgenommen wurde. Sein Pflichtspieldebüt für Scarborough gab Lee im Alter von 16 Jahren und 160 Tagen im Rahmen der Football League Trophy am 7. November 1995, als er bei einer 1:2-Niederlage gegen Preston North End in der Startaufstellung stand. Mit diesem Einsatz wurde Lee, der zu diesem Zeitpunkt erst zwei Partien für Scarboroughs Reserveteam absolviert hatte, der jüngste Debütant in der Vereinsgeschichte. Nachdem er 1997, 18-jährig, seinen ersten Profivertrag unterzeichnete, wechselte er wenig später zum schottischen Klub Hibernian Edinburgh, schaffte dort aber nicht den Durchbruch und verließ den Verein ein Jahr später wieder. In der Folge spielte Lee im englischen Non-League football bei den Blyth Spartans, dem FC Gateshead und 2002 auch bei Spennymoor United. 1999 absolvierte er ein erfolgloses Probetraining beim australischen Erstligisten Perth Glory und spielte in der Folge stattdessen in Perth beim italienisch geprägten Klub Swan IC, mit dem er 1999 in die semiprofessionelle Western Australia Premier League, die höchste Spielklasse des Bundesstaates Western Australia, aufstieg. 2000 nahm er ein Fußball-Stipendium an der Lynn University, Florida wahr und machte dort 2003 einen Abschluss in Sportmanagement.
Anschließend kehrte er mit seiner Ehefrau nach Perth zurück und gewann 2003 mit Swan IC durch einen 2:1-Erfolg gegen den Perth SC den Pokalwettbewerb von Western Australia (Boral Cup). Zur Saison 2004 wechselte Lee innerhalb der Liga zu den Western Knights und gewann mit diesen in seiner ersten Saison neben der Meisterschaft auch den Champion-of-Champions-Wettbewerb. Nachdem er zu Beginn der folgenden Saison nicht über einen Platz auf der Ersatzbank hinauskam, verließ er Mitte 2005 die Knights und wechselte zum Ligakonkurrenten Bayswater City SC. Dort sorgten herausragende Leistungen des Standardspezialisten dafür, dass er am Saisonende mit der Gold Medal als State League Player of the Year ausgezeichnet wurde. Eine weitere Bestätigung seiner sportlichen Leistung erhielt er Ende 2005, als er neben sechs Profis von Perth Glory – Bobby Despotovski, Simon Colosimo, Matt Horsley, Damian Mori, Jason Petkovic und Nick Ward – als einer von sieben Fußballern für die Auszeichnung Western Australian’s Sports Star of the Year nominiert wurde.
Lee führte Bayswater in der Saison 2006 als Kapitän an, verließ den Klub aber nach einem schwachen Saisonstart bereits im Mai und schloss sich ECU Joondalup an. Im Dezember 2006 erhielt Lee ein Angebot vom A-League-Klub Perth Glory und unterzeichnete einen Kurzzeitvertrag als Ersatz für den verletzten Bobby Despotovski. Bei Perth bestritt Lee unter Trainer Ron Smith die letzten sechs Saisonspiele der Spielzeit 2006/07 als linker Verteidiger. Im November 2007 erfolgte eine erneute Verpflichtung durch Perth Glory, gemeinsam mit Ante Kovacevic von Floreat Athena erhielt Lee einen einwöchigen Kurzzeitvertrag und kam in den Partien gegen die Central Coast Mariners (0:1) und Adelaide United (1:1) zum Einsatz.
Nachdem er im März 2008 mit einem großteils aus Testspielern der Staatsliga bestehenden Aufgebot (darunter Tommi Tomich, Josip Magdic, Marc Anthony und Andrija Jukic) von Perth Glory zu drei Testspielen nach China reiste erhielt er schließlich im Mai 2008 von Perths Trainer David Mitchell einen Ein-Jahres-Vertrag angeboten. Mit dessen Unterzeichnung war Lee erstmals seit seinem Aufenthalt bei Hibernian wieder Vollzeitprofi, behielt aber dennoch seine Anstellung bei Football West. Nachdem er an den ersten beiden Spieltagen in der Startaufstellung stand, erhielt er von Mitchell keine weitere Einsatzzeit im Profiteam und kam nur noch im Nachwuchsteam in der National Youth League zu einigen Einsätzen. Am Saisonende wurde erwartungsgemäß von Klubseite auf eine Vertragsverlängerung verzichtet.
Hauptberuflich war Lee von 2003 bis 2006 als Fußballtrainer bei den Nachwuchsförderprogrammen Glory Zone und Jungle Soccer tätig. Anschließend übernahm er für drei Jahre die Position des Youth Development Officers beim westaustralischen Fußballverband. Lee entschied sich 2009 gegen eine Fortsetzung seiner Fußballerkarriere und kündigte wenig später auch seine Festanstellung bei Football West, um mit Mark Lee Football Coaching eine eigene Fußballschule zu eröffnen.